# Нименьга (река, впадает в Белое море)
Ни́меньга — река Архангельской области России, протекает в Нименьгском сельском поселении Онежского района.
Река берёт начало на северных склонах Ветреного пояса. Течёт с юга на север. Устье реки находится на Поморском берегу Онежской губы Белого моря, южнее устья Тапшеньги. Длина реки — 97 км. Площадь водосбора — 1210 км².

## Бассейн

### Притоки
- Ухта (Верхнеухтинский[4]) (с системой притоков: Шаста, Ухручей, Соркручей
- Юдьма (Кадрека[5])
- Акан

### Озёра
К бассейну Нименьги относятся озёра:
- Кедозеро (соединяется с Нименьгой правым притоком)
- Кадозеро (исток Юдьмы)
- Нижнеухтинское (протекает Ухта)
- Канозеро (в бассейне Ухты)
- Большое Ухтинское (в бассейне Ухты)

Ещё в конце XIX века на реке Нименьге существовал жемчужный промысел. Жители Онежского уезда «бродили» по реке и искали раковины-жемчужницы, а потом сдавали их торговцам.

## Данные водного реестра
Бассейновый округ — Двинско-Печорский бассейновый округ.
Водохозяйственный участок — Реки бассейна Онежской губы от западной границы бассейна реки Унежма до северо-восточной границы бассейна реки Золотица (Летняя Золотица) без реки Онега.